# Amaury Nolasco
Amaury Nolasco Garrido (* 24. prosince 1970, Portoriko) je americký herec a producent. Proslavil se rolí Fernanda Sucreho v televizním seriálu Útěk z vězení a rolí ve filmu Transformers.

## Životopis
V Portoriku studoval biologii a na herectví nepomýšlel. V závěru studií byl ale vyhlídnut pro malou televizní roli a poté se ukázal ještě v několika seriálech. Přestěhoval se do New Yorku, kde na American British Dramatic Arts School vystudoval shakespearovské drama.
V letech 2009 až 2012 chodil s americkou herečkou Jennifer Morrisonovou.

## Kariéra
Nolasco získal hostující role v několika seriálech jako Arli$$, Kriminálka Las Vegas a Pohotovost. První role ve filmu přišla se snímkem Ve spárech yakuzy, následovaly filmy Final Breakdown a Rychle a zběsile 2. V roce 2003 si zahrál po boku Bernieho Maca ve filmu Mr. 3000. Nejvíce se však proslavil díky roli Fernanda Sucreho v televizním seriálu stanice Fox Útěk z vězení.
V roce 2007 si zahrál ve filmu Transformers. Režisér Michael Bay mu nabídl roli i v pokračování filmu, ale kvůli svému pracovnímu rozvrhu musel odmítnou. V listopadu 2009 si zahrál v hudebním videu dvojice Wisin & Yandel s T-Painem k písničce „Imagínate“. Také si zahrál v hudebním videu skupiny Calle 13 k písničce „La Perla“. V březnu 2010 si zahrál ve třech dílech seriálu Southland detektiva Reneho Cordera. Od září 2010 do května 2011 hrál v NBC seriálu Šerifové z Texasu.
3. ledna 2012 měl premiéru seriál Dámy, nedámy na stanici ABC, ve kterém hrál roli Angela Ortize. Během let 2015–2016 si zahrál roli Rodrigo Suareze v komediálním seriálu Telenovela. V roce 2017 si zopakoval roli Fernando Sucreho v páté řadě seriálu Útěk z vězení.

## Filmografie

### Film
| Rok  | Název                        | Role                  | Poznámky            |
| ---- | ---------------------------- | --------------------- | ------------------- |
| 2000 | Ve spárech yakuzy            | Victor                |                     |
| 2002 | Final Breakdown              | Hector Arturo         |                     |
| 2003 | Rychle a zběsile 2           | Orange Julius         |                     |
| 2003 | Únos mé sestry               | G-Man                 |                     |
| 2004 | Mr. 3000                     | Jorge Minadeo         |                     |
| 2006 | (J)elita ze střídačky        | Carlos                |                     |
| 2007 | Transformers                 | Figueroa              |                     |
| 2008 | Street Kings                 | Santos                |                     |
| 2008 | Max Payne                    | Jack Lupino           |                     |
| 2009 | Ozbrojení a nebezpeční       | Palmer                |                     |
| 2011 | Rumový deník                 | Segurra               |                     |
| 2013 | Smrtonostá past: Opět v akci | Murphy                |                     |
| 2013 | El Teniente Amado            | Amado García Guerrero |                     |
| 2014 | In the Blood                 | Silvio Lugo           |                     |
| 2014 | Small Time                   | Barlow                |                     |
| 2014 | Animal                       | Douglas               |                     |
| 2016 | Fate                         | Šéf                   | krátkometrážní film |
| 2016 | Criminal: V hlavě zločince   | Esteban Ruiza         |                     |
| 2017 | Locating Silver Lake         | Jose                  |                     |
| 2018 | Smrtící rychlost             |                       |                     |
| 2019 | Mariňák 4: Záchranná mise    |                       |                     |
| 2022 | Neuvěřitelný přítel          |                       |                     |

### Televize
| Rok       | Název                                      | Role                  | Poznámky                                |
| --------- | ------------------------------------------ | --------------------- | --------------------------------------- |
| 1999      | Arli$$                                     | Ivory Ortega          | díl: „The Stories You Don't Hear About“ |
| 1999      | Předčasné vydání                           | Pedro Mendoza         | díl: „Take Me Out to the Ballgame“      |
| 2000      | The Dukes of Hazzard: Hazzard in Hollywood | Cypriano              | televizní film                          |
| 2000      | Lovkyně                                    | Flaco Rosario         | díl: „Bad Boys & Why We Love Them“      |
| 2001      | Kriminálka Las Vegas                       | Hector Delgado        | díl: „Otroci z Las Vegas“               |
| 2002      | Pohotovst                                  | Ricky                 | díl: „Dead Again“                       |
| 2003      | George Lopez                               | mladý Manny           | díl: „Long Time No See“                 |
| 2004      | Eve                                        | Adrian                | díl: „Love TKO“                         |
| 2005      | Kriminálka New York                        | Ruben DeRosa          | díl: „The Closer“                       |
| 2005–09   | Útěk z vězení                              | Fernando Sucre        | hlavní role, 80 dílů                    |
| 2007      | Mind of Mencia                             | sám sebe              |                                         |
| 2009      | Kriminálka Miami                           | Nathan Cole           | díl: „The Voyage“                       |
| 2010      | Policajti z L. A.                          | detektiv Rene Cordero | vedlejší role, 3 díly                   |
| 2010      | Šerifové z Texasu                          | Marco Martinez        | hlavní role, 18 dílů                    |
| 2012      | Dámy, nedámy                               | Angel Ortiz           | hlavní role, 13 dílů                    |
| 2013      | Rizzoli & Isles: Vraždy na pitevně         | Rafael Martinez       | 4 díly                                  |
| 2013      | Status: Nežádoucí                          | Mateo                 | díl: „Things Unseen“                    |
| 2014      | Strážce pořádku                            | Elvis Manuel Machado  | díl: „A Murder of Crowes“               |
| 2014      | Gang Related                               | Matias                | vedlejší role, 5 dílů                   |
| 2015–2016 | Telenovela                                 | Rodrigo Suarez        | hlavní role, 11 dílů                    |
| 2017      | Útěk z vězení                              | Fernando Sucre        | hlavní role, 9 dílů                     |
| 2018      | Deception                                  | Mike Alvarez          | hlavní role                             |